# Kanton Rosny-sous-Bois
Kanton Rosny-sous-Bois is een voormalig kanton van het Franse departement Seine-Saint-Denis. Kanton Rosny-sous-Bois maakte deel uit van het arrondissement Bobigny en telde 39.105 inwoners (1999).
Het werd opgeheven bij decreet van 21 februari 2014 met uitwerking op 22 maart 2015.

## Gemeenten
Het kanton Rosny-sous-Bois omvatte enkel de gemeente Rosny-sous-Bois.